# Amii Stewart
Pour les articles homonymes, voir Stewart.
Ne doit pas être confondu avec Amy Stewart.
 (mars 2022).
Si vous disposez d'ouvrages ou d'articles de référence ou si vous connaissez des sites web de qualité traitant du thème abordé ici, merci de compléter l'article en donnant les références utiles à sa vérifiabilité et en les liant à la section « Notes et références ».
Amii Stewart, née Amy Nicole Stewart le 29 janvier 1956 à Washington, D.C., est une chanteuse américaine de disco, connue pour son tube international Knock on Wood de 1979.

## Biographie
Elle est née à Washington aux États-unis en 1956 avec le prénom Amy. C'est une danseuse professionnelle depuis l'âge de 16 ans, que l'on a pu voir dans de nombreux spectacles télévisés (« Dinah ! », « The Soap Dactory », « Merv Griffin », « Soul Train » et « Midnight Special ») mais aussi au cinéma (dans King Kong, The Greatest, Le Retour de la panthère rose). Elle a aussi joué dans Bubblin' Brown Sugar à Broadway et c'est en jouant cette comédie musicale à Londres qu'elle a été remarquée par Barry Leng et Simon May. Ils lui feront enregistrer le disco «You really touched my heart» et le slow «Closest thing to heaven», dont le succès entraîne la signature d'un contrat de la belle chez Hansa Records.
Elle enregistre un album fin 1978 et explose avec son single suivant, la reprise disco de «Knock on Wood». Cet énorme hit marquant est sorti en janvier aux États-Unis puis est devenu n°1 pop le 24 février, n°5 disco et n°6 R&B ; disque de platine, classé pendant quatorze semaines et vendu à plus de six millions d'exemplaires, il est un des exemples du raz-de-marée que fut le disco. Eddie Floyd, auteur de « Knock on Wood », avouera d'ailleurs qu'il a touché plus d'argent avec la reprise de Stewart sur cette chanson qu'avec sa propre interprétation ou celle qu'Otis Redding avait faite en duo avec Carla Thomas. Cette reprise explosive est soutenue par des apparitions de la chanteuse dans des costumes de scène égypto-disco la mettant particulièrement en valeur. Elle récidive ensuite avec une autre reprise, « Light My Fire », agrémentée de « 137 disco heaven » (n°69 pop). Ces deux hits accompagnent les deux chansons des débuts sur l'album, intitulé Knock on Wood (n°19 pop en mars, classé 23 semaines, disque d'or). Par contre, la face 2 du simple « Knock on Wood », « When You Are Beautiful », reste inédite. À côté de la grosse cavalerie disco, ce disque propose des ballades qui visent le marché adulte. Contre toute attente, c'est plutôt le style qu'elle développera par la suite, déclarant rapidement à la presse qu'heureusement que toutes les chansons que l'on entend ne ressemblent pas à « Knock on Wood ». C'est néanmoins au disco qu'elle doit d'être lancée, en devenant une des représentantes de l'euro-disco.
« Knock on Wood » a connu de nombreux remixes : celui de l'album européen (intro courte et disco break), celui de l'album nord-américain (intro et final longs), celui du 45 tours (intro avec effet synthétique) et des versions supplémentaires pour des compilations ultérieures (sans fading).
Elle réapplique d'ailleurs la même recette avec son LP suivant, toujours de 1979, Paradise Bird, qui contient le hit « Jealousy », suivi d'un autre single, la reprise de « The Letter », deux clones de « Knock on Wood ». Comme « Knock on Wood », « Jealousy » connaît de nombreuses versions : européenne, nord-américaine et courte. La face 2 du single est l'agréable « Step into the Love Line ».
Amii Stewart est une héritière de la tradition soul de Stax, remise au goût du jour : sa voix puissante au timbre agréable sert superbement des reprises qui vont jusqu'à faire oublier les versions originales. On se passerait simplement des affreux (et longs !) solos de guitare de « Light my Fire » et de « The Letter ». Par la suite, le disco perdant de son impact, ses interprétations perdront elles aussi de leur force. En 1981, elle sort néanmoins un album sur le même schéma, Images, qui contient les singles motowniens « Where Did Our Love Go », excellemment réalisé par Narada Michael Walden et « My Guy, My Girl » (duo avec Johnny Bristol sorti fin 1980 avec, en face 2, « Now », non inclus sur l’album). On y trouve même une sympathique reprise de « Great Balls of Fire ». Comme précédemment, le reste de l'album n'est que très moyennement convaincant, si l'on excepte la douce ballade « Love Is Bad for Your Health ». Cet album est appelé I'm Gonna Get Your Love aux États-Unis tandis que la liste des chansons et la pochette sont différentes. En effet, sur Images, Amii Stewart arborait un maquillage de kabuki, donc blanc, ce qui lui aurait attiré des remarques défavorables aux États-Unis (on l’aurait accusée de vouloir « se blanchir », accusation à laquelle Donna Summer n’a pas échappé, en 1989, avec Another Place and Time). L’album américain, sorti chez Handshake, contient dix chansons comme celui sorti en Europe mais il ne s’agit pas des mêmes : « Great Balls of Fire » et « Love Is Bad for Your Health » ont été remplacées par deux chansons réalisées par Crown Heights Affair, « I’m Gonna Get Your Love » et « Calling for Your Love », tandis que « Why’d You Have to Be So Sexy » et « Digital Love » ont été remixées. Ces quatre chansons seront d’ailleurs éditées en maxis.
Cette même année 1981, elle délaisse sa production britannique et est produite en France par Vangarde avec qui elle commet « Rocky Woman ». Suit un maxi allemand en 1982 : « Lay Back in the Groove/Has the World Run Out ».
Suivront ensuite des productions italiennes plutôt réussies. Elle abandonne ses pochettes où elle arborait un look des plus broadwayiens pour une élégance plus sobre. Son premier album italien s'intitule Amii Stewart et est réalisé par Simon Boswell en 1983. Le titre introducteur, « Working Late Tonight », est édité en single (n°23 en Italie) mais la réussite est « Take a Heart » au rythme rehaussé par des « golden fingers ». On trouve aussi sur cet album deux rescapés de l'album de Donna Summer qui aurait dû sortir en 1981 : « Sweet Emotion » et « You to Me ».
En 1983, elle chante aussi « Grazie perché », un duo en italien avec Gianni Morandi (chanteur à succès des années 1960). La face 2 du 45 tours est « Magari ». Il se classe n°3 en Italie.
L'année suivante sort Try Love, un très bon album bien dans la tradition des variétés synthétiques italiennes qui rencontre un grand succès. Il est supervisé par Mike Francis et Stewart y coécrit deux chansons. Le hit qui en est tiré est « Friends » (qui sera remixé en 1991), chanson ressemblant beaucoup à celles que Mike Francis écrit pour lui. Le son de cet album est considéré « très disco 1978 » par les critiques de rock, mais c'est en fait de la variété agréable, suffisamment lisse pour plaire à tous. « Friends » se classe n°1 en Italie.
L'année 1985 voit l'exploitation de « Friends », aidée en cela par la parution de remixes des hits disco par Barry Leng et Alan Coulthard. De nouvelles versions sont tirées de « Knock on Wood », « Light My Fire » (superbes), « You Really Touched My Heart » et « Jealousy » (moyennes). Ces remixes seront d'ailleurs réédités en 1992. Un album sort avec dix titres en 1986 sous le titre The Hits. Sur une base disco a été greffé un mixage funk des plus entraînants.
Toujours en 1985, Amii Stewart sort un duo avec Mike Francis, « Together » (n°17 italien) avant un nouvel LP en 1986, Amii. La première face en est produite par Moroder, qui fait des morodereries rappelant toutes ses productions du moment (France Joli, Berlin, Irene Cara, ...). La face 2, plus personnelle et agréable, est conçue aux Pays-Bas et culmine avec le morceau de danse « Break These Chains » et le slow « The Mystery of Love ». Néanmoins, ce disque, projet conjoint RCA SpA et TELDEC GmbH, est conçu pour le public FM, ce qui en limite l'originalité. Pour la première fois même, le contenu des paroles est assez confondant.
À partir de ce moment-là, les albums de Stewart ne sont plus guère disponibles qu'en Italie. Distribués au compte-gouttes dans les autres pays, il est néanmoins possible de les trouver dans les bacs imports. Après, Amii fait de la variété pour adultes, sans grande ressemblance avec la musique de discothèque qui l'avait lancée et maintenue à flot. En 1988, elle sort Time for Fantasy, un album réalisé en Angleterre par Greg Walsh. La chanson-titre, « It's Time for Fantasy », est la plus réussie, avec une reprise de « You Are in My System ». Suit Amii Stewart Sings Ennio Morricone Pearls en 1990. L'association entre la chanteuse et le musicien a donné l'album sûrement le plus éloigné de Knock on Wood et, donc, le plus décevant pour ses vrais fans. Elle se reprend en 1992 avec Magic, qu'elle coréalise. Elle renoue avec la musique de danse et des rythmes plus dans la logique des discothèques, particulièrement en ce qui concerne la très aboutie « I Can't Give Up ». En 1994, elle lance deux albums complémentaires, Lady to Ladies et The Men I Love. Le premier est un disque de reprises de chanteuses et le second un disque de reprises de chanteurs. Lady to Ladies a la particularité d'être un album directement enregistré depuis le studio, sans mixage. Elle y reprend des hits R&B et disco dont « McArthur Park », calque de la version de Summer. The Men I Love est moins enthousiasmant, car fait de reprises pop qui conviennent moins à l'image que l'on se fait d'elle.
En 1996, elle lance Love Affair, réalisé par K & B. Foreman et R. Musumarra. Il est suivi, en 1999, de Unstoppable, album fait de reprises de hits à elle ou à d'autres, avec quelques vraies nouveautés. Le simple est une actualisation de « Knock on Wood », disponible en trois versions sur l'album. Le maxi-CD propose quatre versions (dont deux disponibles sur l'album, une troisième rallongée et une quatrième inédite) et le CD simple propose trois versions raccourcies (disponibles sur les deux autres formats). La production italienne et française est parfois bon marché, mais le simple garde les qualités que l'on attend d'une reprise de « Knock on Wood ».
Peu après cette compilation, elle a joué Marie-Madeleine dans une version italienne de Jesus Christ Superstar. Bien que sur l'affiche, elle n'a joué que la moitié des représentations et a été ensuite remplacée.
En 1995 est parue une compilation, All of Me, qui reprend ses succès de 1983 à 1990 avec, en prime, « Knock on Wood » dans sa version remix courte de 1985, « Jealousy », en remix long de 1985 et « Grazie perché ». En 1996 sort Knock on Wood : The Best of Amii Stewart aux États-Unis sur lequel on trouve ses succès de 1979 à 1984 avec quelques particularités (« Knock on Wood » et « Jealousy » en version nord-américaine, « My Guy, My Girl », « Why'd You Have to Be So Sexy » et « Friends » en version remixée). En 1997 sort la double compilation anglaise Amii Stewart : The Hits and the Remixes avec des titres de 1979-1981 et leurs remixes de 1985 (versions originales longues et remixes courts sauf celui de « Jealousy » en version intégrale).
Avec tous ses disques de qualité inégale, Amii Stewart a eu bien du mal à se détacher de « Knock on Wood », et son parcours ressemble à celui de bien d'autres stars du disco. Elle a été sauvée par l'Italie, dernier refuge des « disco divas » dans les années 1980-90, ce qui lui a permis d'être autre chose qu'une « one-hit-wonder ». Loin de faire une variété synthétique comme nombre de ses congénères, elle a courageusement tourné le dos à la musique de danse pour une musique plus adulte, orientation que son public d'origine n'a, en fait, pas vraiment suivie.

## Discographie

### Singles
- Knock on Wood (1979)
- Light My Fire (1979)
- Jealousy (1979)
- The Letter (1980)
- My Guy, My Girl - duo avec Johnny Bristol (1980)
- Where Did Our Love Go (1981)
- Great Balls of Fire (1981)
- Rocky Woman (1981)
- Working Late Tonight (1983)
- Sweet Emotion (1983)
- Grazie Perchè - duo avec Gianni Morandi (1984)
- Try Love (1984)
- That Loving Feeling (1984)
- Friends (1984)
- I Gotta Have You Back (1984)
- Mother Mary (1984)
- That Loving Feeling (1985)
- Together - duo avec Mike Francis (1985)
- You Really Touch My Heart (1985)
- Knock on Wood - remix (1985)
- Light My Fire - remix (1985)
- Time Is Tight (1986)
- My Guy - My Girl - duo avec Deon Estus (1986)
- Love Ain't No Toy (1986)
- Time Is Tight (1986)
- Power Play (1986)
- Easy On Your Love (1986)
- Break These Chains (1986)
- The Mystery Of Love (1986)
- Saharan dreams - musique d'Ennio Morricone (1987)
- It's Fantasy (1988)
- Dusty Road (1988)
- Heartache To Heartache (1988)
- Sometimes A Stranger (1988)
- I Still Believe (1988)
- My Heart and I - musique d'Ennio Morricone (1990)
- Desire (Chi Mai) - musique d'Ennio Morricone (1990)
- Hurry To Me - musique d'Ennio Morricone (1990)
- Come Sail Away - musique d'Ennio Morricone (1990)
- Here's To You - musique d'Ennio Morricone (1990)
- Song For Elena - musique d'Ennio Morricone (1990)
- One Love - musique d'Ennio Morricone (1990)
- Sean Sean - musique d'Ennio Morricone (1990)
- Could Heaven Be - musique d'Ennio Morricone (1990)
- Don't Be So Shy (1992)
- My Baby Just Cares for Me (1994)
- Got To Be Real (1994)
- Knock On Wood '98 (1998)
- I'a Te Vurria Vasà (2010)
- Tu Ca Nun Chiagne (2010)
- Vassarè (2010)
- Monasterio E Santa Chiara (2010)
- Lusingame (2010)
- Voce E Notte (2010)
- Indifferentemente (2010)
- O 'Paese d'O Sole (2010)
- Anema E Core (2010)
- Torna A Surriento (2010)
- Anema E Core - 2a Mix (2010)